# 冬瓜茶
冬瓜茶（とうがんちゃ、Winter melon punch）は、冬瓜と砂糖を煮て作る飲料（茶外茶）である。東アジア、特に台湾で良く飲まれる。

## 製法
皮を剥いてスライスし、種を取った冬瓜をブラウン・シュガーまたはカラメルとともに沸騰した湯に入れ、数時間かき混ぜながら煮出す。ガーゼ等で濾して不溶分を除き、良く冷やして飲む。氷を入れて飲むこともある。
これを煮詰めて冷やし、四角に切って「冬瓜飴」にすることもある。この冬瓜飴を冬瓜茶に入れることもある。
腎臓病や糖尿病患者用に、無糖の冬瓜茶もある。また、煮出す前にスライスした冬瓜を石灰（水酸化カルシウム）に浸すと、果肉が固まり、冬瓜本来の風味を保つことができる。

## 種類
台湾には多くの種類の冬瓜茶がある。レモン果汁やウーロン茶を加えると風味が変わり、またアルコールを加えることでカクテルを作れる。タピオカやナタデココ、湯円を加えて、デザートとして販売されることもある。